# Szczodrowo (Grande-Pologne)
Pour les articles homonymes, voir Szczodrowo.
Szczodrowo (prononciation : [ʂt͡ʂɔˈdrɔvɔ]) est un village polonais de la gmina de Kościan dans le powiat de Kościan de la voïvodie de Grande-Pologne dans le centre-ouest de la Pologne.
Il se situe à environ 4 kilomètres au nord-ouest de Kościan (siège de la gmina et du powiat) et à 40 kilomètres au sud-ouest de Poznań (capitale régionale).
Le village possédait une population de 166 habitants en 2005.

## Histoire
De 1975 à 1998, le village faisait partie du territoire de la voïvodie de Leszno.

Depuis 1999, Szczodrowo est situé dans la voïvodie de Grande-Pologne.